# Bickenalbtal
Das Naturschutzgebiet Bickenalbtal liegt im Saarpfalz-Kreis im Saarland.

## Lage
Das aus acht Teilflächen bestehende Gebiet erstreckt sich nordöstlich und südöstlich von Medelsheim, einem Ortsteil der Gemeinde Gersheim. Die meisten Teilflächen liegen östlich der Landesstraße L 101. Die Staatsgrenze zu Frankreich verläuft südlich und östlich.

## Bedeutung
Das 171 ha große Gebiet wurde mit Verordnung vom 27. September 2017 unter der Kenn-Nummer NSG-N-6809-301 unter Naturschutz gestellt. Im Jahr 2017 wurden diese Naturschutzgebiete in das neu geschaffene Naturschutzgebiet Bickenalbtal integriert:
- Großbirkel-Hungerberg (14 ha)
- Wacholderberg (0,6 ha)
- Schloßhübel (6 ha)